# Fryderyk Wilhelm IV Pruski
Fryderyk Wilhelm IV (ur. 15 października 1795 w Berlinie, zm. 2 stycznia 1861 w Poczdamie) – król Prus od 1840 roku z dynastii Hohenzollernów.

## Życiorys

### Młodość
Urodził się 15 października 1795 roku w pałacu Następców Tronu (niem. Kronprinzenpalais) w Berlinie jako najstarszy syn Fryderyka Wilhelma III i Luizy z dynastii meklemburskiej. Już od dzieciństwa był wszechstronnie uzdolniony, znał się m.in. na sztuce. Należał do osób głęboko religijnych, był przekonany o swoim boskim posłannictwie. Lata młodości były dla przyszłego monarchy czasem ciężkiej próby. Klęska wojsk pruskich w walce z Napoleonem w bitwie pod Jeną w 1806 roku zmusiła Fryderyka Wilhelma III wraz z rodziną do ucieczki. Po ostatecznym zwycięstwie wojsk koalicji nad Napoleonem książę Fryderyk Wilhelm nadzorował z ramienia ojca przywracanie porządku w kraju. Doprowadził do nasilenia cenzury i przyczynił się do znacznego ograniczenia swobód obywatelskich. W 1823 r. ożenił się z Elżbietą Ludwiką Wittelsbach, księżniczką bawarską, ale para nie doczekała się potomstwa.

### Król Prus

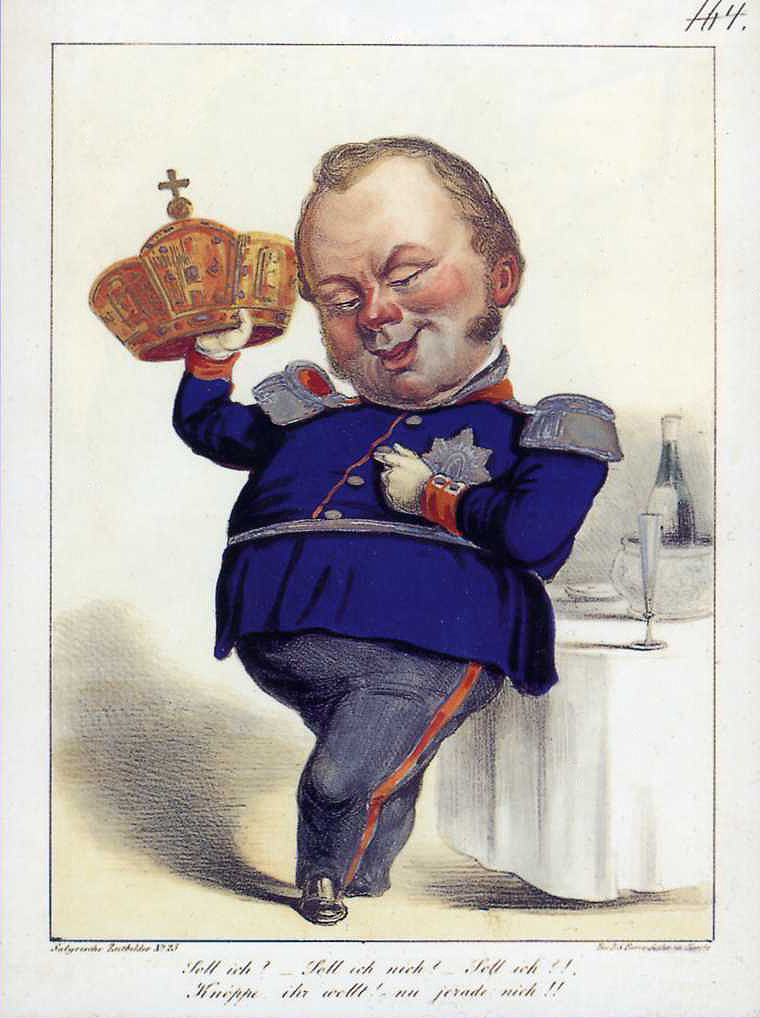
Karykatura z 1849

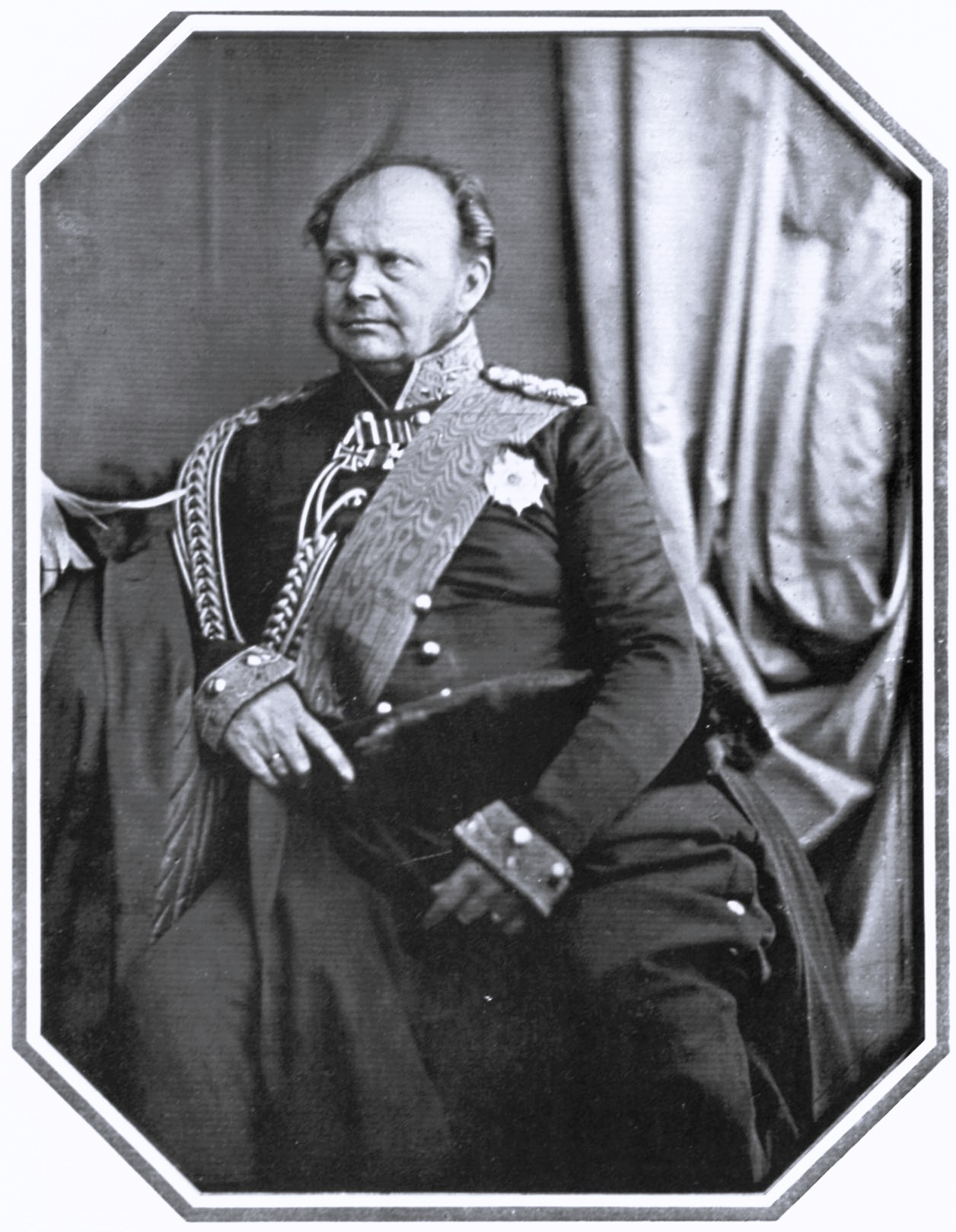
Fryderyk Wilhelm IV w 1847 roku

Fryderyk Wilhelm należał do zwolenników zjednoczenia Niemiec. W 1840 r. po śmierci swojego ojca wstąpił na tron pruski, ogłaszając amnestię dla więźniów politycznych i łagodząc konflikt z Kościołem katolickim. Opowiadał się przeciwko reformom w duchu liberalizmu, jednak w obliczu wydarzeń Wiosny Ludów w Paryżu i Wiedniu (luty i marzec 1848), zdecydował się zwołać 18 marca 1848 r. do Berlina Zjednoczony Landtag, obiecując jednocześnie nadanie konstytucji. Nie zapobiegło to jednak wybuchowi rewolucji w Berlinie (rewolucja marcowa), którą Fryderyk Wilhelm IV początkowo próbował stłumić siłą, lecz już wkrótce zgodził się na powołanie liberalnego rządu i zwołanie Zgromadzenia Narodowego. Dopiero osłabienie nastrojów rewolucyjnych umożliwiło władcy rozwiązanie Zgromadzenia i oktrojowanie (nadanie) Konstytucji Królestwa Pruskiego, 5 grudnia 1848 r. Po rewizji niektórych zbyt liberalnych artykułów Fryderyk Wilhelm IV 5 grudnia 1850 złożył przysięgę na nową konstytucję, przekształcając tym samym Prusy w monarchię konstytucyjną.
Jako władca konserwatywny dał się również poznać w kwietniu 1849 r., kiedy odrzucił koronę cesarską ofiarowaną mu przez Frankfurckie Zgromadzenie Narodowe, obradujące we Frankfurcie nad Menem. Za powód do takiego kroku uznał fakt, iż korona nie została mu dana przez władców innych państw niemieckich, lecz przez przedstawicieli ludu, których nie uznawał za kompetentnych do decyzji godnych wyższych sfer. Jego odpowiedź była dosadna: Nie będę podnosił korony z błota.
Obowiązująca w Prusach konstytucja zapewniała władcy silną pozycję w rządzeniu państwem, którą wykorzystywał Fryderyk Wilhelm IV, mianując na premierów bliskich sobie konserwatywnych polityków. Fryderyk Wilhelm zaczął zdradzać objawy choroby psychicznej, określanej łagodnie „zmiękczeniem mózgu”. W 1857 roku zachowanie króla stało się tak ekscentryczne, że jego młodszy brat zaczął zastępować króla w sprawowaniu władzy. Gdy Fryderyk nie wracał do zdrowia, Wilhelm został ustanowiony regentem w 1858. Fryderyk zmarł w 1861 r. w Poczdamie w Sanssouci.

## Genealogia
| Prapradziadkowie                                        | Król w Prusach Fryderyk Wilhelm I Hohenzollern (1688–1740) ∞1706 Zofia Dorota Hanowerska (1687–1757)       | Ferdynand Albert II z Brunszwiku (1680–1735) ∞1712 Antonina Amalia Braunschweig (1696–1762)                | Christian III Wittelsbach (Pfalz-Zweibrücken) (1674-1735) ∞ 1719 Karolina Nassau-Saarbrücken (1704-1774)   | landgraf Hesji-Darmstadt Ludwik VIII (1691–1768) ∞ 1717 Charlotta Krystyna Hanau-Lichtenberg (1700–1726)   | landgraf Hesji-Darmstadt Ludwik VIII (1691–1768) ∞ 1717 Charlotta Krystyna Hanau-Lichtenberg (1700–1726) | Krystian Karol Leiningen-Dagsburg-Falkenburg (1695–1766) ∞ 1726 Katarzyna Polyxena Solms-Rödelheim (1702–1765) | Adolf Fryderyk II z Meklemburgii-Strelitz (1658–1708) ∞ 1705 Krystyna Emilia Schwarzburg-Sondershausen (1681–1715) | Ernest Fryderyk I z Saksonii-Hildburghausen (1681–1724) ∞ 1704 Zofia Albertyna Erbach-Erbach (1683–1742)   |
| Pradziadkowie                                           | August Wilhelm Hohenzollern (1722–1758) ∞1742 Ludwika Amalia z Brunszwiku-Lüneburga (1722–1780)            | August Wilhelm Hohenzollern (1722–1758) ∞1742 Ludwika Amalia z Brunszwiku-Lüneburga (1722–1780)            | Karolina Wittelsbach (Pfalz-Zweibrücken) (1721–1774) ∞1741 landgraf Hesji-Darmstadt Ludwik IX (1719–1790)  | Karolina Wittelsbach (Pfalz-Zweibrücken) (1721–1774) ∞1741 landgraf Hesji-Darmstadt Ludwik IX (1719–1790)  | Jerzy Wilhelm z Hesji-Darmstadt (1722–1782) ∞1748 Maria Luiza Leiningen-Dagsburg-Falkenburg (1729–1818)  | Jerzy Wilhelm z Hesji-Darmstadt (1722–1782) ∞1748 Maria Luiza Leiningen-Dagsburg-Falkenburg (1729–1818)        | Karol I z Meklemburgii-Strelitz (1708–1752) ∞1735 Elżbieta Albertyna z Saksonii-Hildburghausen (1713–1761)         | Karol I z Meklemburgii-Strelitz (1708–1752) ∞1735 Elżbieta Albertyna z Saksonii-Hildburghausen (1713–1761) |
| Dziadkowie                                              | Król Prus Fryderyk Wilhelm II Hohenzollern (1744–1797) ∞1769 Fryderyka Luiza z Hesji-Darmstadt (1751–1805) | Król Prus Fryderyk Wilhelm II Hohenzollern (1744–1797) ∞1769 Fryderyka Luiza z Hesji-Darmstadt (1751–1805) | Król Prus Fryderyk Wilhelm II Hohenzollern (1744–1797) ∞1769 Fryderyka Luiza z Hesji-Darmstadt (1751–1805) | Król Prus Fryderyk Wilhelm II Hohenzollern (1744–1797) ∞1769 Fryderyka Luiza z Hesji-Darmstadt (1751–1805) | Fryderyka Karolina z Hesji-Darmstadt (1752–1782) ∞1768 Karol II z Meklemburgii-Strelitz (1741–1816)      | Fryderyka Karolina z Hesji-Darmstadt (1752–1782) ∞1768 Karol II z Meklemburgii-Strelitz (1741–1816)            | Fryderyka Karolina z Hesji-Darmstadt (1752–1782) ∞1768 Karol II z Meklemburgii-Strelitz (1741–1816)                | Fryderyka Karolina z Hesji-Darmstadt (1752–1782) ∞1768 Karol II z Meklemburgii-Strelitz (1741–1816)        |
| Rodzice                                                 | Król Prus Fryderyk Wilhelm III Hohenzollern (1770–1840) ∞1793 Luiza Mecklemburg-Strelitz (1776–1810)       | Król Prus Fryderyk Wilhelm III Hohenzollern (1770–1840) ∞1793 Luiza Mecklemburg-Strelitz (1776–1810)       | Król Prus Fryderyk Wilhelm III Hohenzollern (1770–1840) ∞1793 Luiza Mecklemburg-Strelitz (1776–1810)       | Król Prus Fryderyk Wilhelm III Hohenzollern (1770–1840) ∞1793 Luiza Mecklemburg-Strelitz (1776–1810)       | Król Prus Fryderyk Wilhelm III Hohenzollern (1770–1840) ∞1793 Luiza Mecklemburg-Strelitz (1776–1810)     | Król Prus Fryderyk Wilhelm III Hohenzollern (1770–1840) ∞1793 Luiza Mecklemburg-Strelitz (1776–1810)           | Król Prus Fryderyk Wilhelm III Hohenzollern (1770–1840) ∞1793 Luiza Mecklemburg-Strelitz (1776–1810)               | Król Prus Fryderyk Wilhelm III Hohenzollern (1770–1840) ∞1793 Luiza Mecklemburg-Strelitz (1776–1810)       |
| Fryderyk Wilhelm IV Hohenzollern (1795–1861), Król Prus | | | | | | | | |

## Odznaczenia
- W 1829 r. został odznaczony Orderem Orła Białego[11].